# Terapia (série de televisão)
Terapia é uma série de televisão portuguesa  do género drama, sobre um psicólogo, Mário Magalhães, e as suas sessões com pacientes ao longo da semana. Protagonizada pelos atores Virgílio Castelo e Leonor Silveira, este programa foi produzido pela SP Televisão, para ser exibido na RTP1. A série estreou a 4 de janeiro de 2016 enquanto uma série de cinco dias por semana. O formato e guião de Terapia são baseados, e frequentemente traduções literais, da série israelita original BeTipul, criada por Hagai Levi, Ori Sivan e Nir Bergman.

## Produção
Terapia é adaptada de BeTipul, uma série israelita criada por Hagai Levi, Ori Sivan e Nir Bergman. BeTipul teve inúmeras adaptações para outros países como Argentina (En terapia), Brasil (Sessão de terapia), Canadá (En thérapie), Croácia (Na terapiji), Eslovénia (Na terapiji), Estados Unidos da América (In treatment), Holanda (In therapie), Itália (In treatment), Japão (Shinryouchuu), Rússia (Без свидетелей) e Sérvia (Na terapiji).
Em novembro de 2015, é noticiado que Ana Zanatti se despede do elenco da novela Coração d'Ouro e inicia as gravações de Terapia. No mesmo mês, é também noticiado que Filipe Duarte integraria o elenco da série e que Soraia Chaves conciliaria as gravações da novela Poderosas, da SIC, com as da série da RTP.
A antestreia da série decorreu a 16 de dezembro de 2015, no Teatro Tivoli, em Lisboa.
A 4 de janeiro de 2016, é transmitido o episódio especial Making of da série e o primeiro episódio de estreia é exibido logo de seguida, a partir das 23h20m. A transmissão da série ficou concluída com o episódio "Semana nove: Graça", exibido a 4 de março de 2016, às 23h15m.
Durante a transmissão da série, os episódios foram disponibilizados no website da RTP, via RTP Play, em antestreia 10 horas antes da sua exibição no canal. O serviço gratuito foi descontinuado após a transmissão completa da série.

## Sinopse geral
Na sinopse oficial divulgada pela RTP lê-se: «"Terapia", uma série com um formato inovador e diferenciador, leva-nos numa viagem pelo intrigante e fascinante mundo da psicoterapia. Este projeto conta-nos a história de cinco pacientes diferentes e acompanha os tratamentos psicoterapêuticos que decorrem no consultório do terapeuta.
«Ao longo dos 45 episódios vamos assistir a um diálogo contínuo entre o terapeuta e os seus pacientes.»

## Formato
Cada episódio de Terapia foca-se numa sessão de terapia com um paciente, incluindo Mário Magalhães que procura a ajuda de Graça, a sua supervisora clínica e psicoterapeuta, interpretada por Ana Zanatti. A primeira e única temporada foi composta por 45 episódios, cada um sendo transmitido a cada dia da semana, de segunda a sexta-feira. A temporada acompanha nove semanas de sessões com a maioria dos personagens.

## Elenco e personagens

### Personagens principais
- Virgílio Castelo, como Mário Magalhães.[16]

Tem 52 anos e é o psicoterapeuta, que além de tentar ajudar os seus pacientes tem também que lidar com os seus limites e com as suas fragilidades. Mário encontra-se à sexta-feira com a sua supervisora/conselheira Graça Ribeiro (65). Durante estas sessões Mário desabafa sobre os seus pacientes e sobre a sua vida pessoal, que se está a desmoronar. Mário tem três filhos com os quais tem uma relação complicada, especialmente com a sua filha adolescente, Joaninha.
- Leonor Silveira, como Catarina Magalhães (16 episódios).[17]

Casada com Mário, Catarina Magalhães é uma mulher de 48 anos que dedicou toda a sua vida à família, pondo-se sempre em segundo lugar em detrimento dos filhos (Pedro- 19 anos, Joaninha- 16 anos e Fred- 9 anos) e da harmonia familiar. Durante muitos anos, Catarina não trabalhou fora de casa para poder acompanhar os três filhos do casal na escola e nas atividades desportivas e extracurriculares. Só mais recentemente Catarina voltou a trabalhar e, no presente, gere um centro de apoio a jovens em risco. Catarina está casada com Mário há 25 anos, mas o casamento deles já perdeu a paixão e o entusiasmo de outrora, e Catarina sente-se abandonada e completamente invisível aos olhos do marido. Além disso, sente uma enorme mágoa ao achar que não é só ela que está a ser esquecida, mas também os filhos que sofrem com um “pai ausente”. Carente, Catarina envolve-se com um outro homem, Eduardo, a um nível meramente sexual e com o único intuito de se sentir desejada, mas isso não lhe traz alegria, muito pelo contrário, é mais uma fonte de angústia e de infelicidade. Catarina sente inveja do consultório de Mário, onde ele passa grande parte do tempo, e da energia que o marido despende com os pacientes, sentindo que para ela e para os filhos pouco sobra, além de um homem velho e cansado. Catarina vai com Mário a algumas sessões de terapia, na casa de Graça, mas as discussões entre eles tornaram-se demasiado frequentes e o fim do casamento deles parece inevitável.

### Pacientes
Segunda-feira
- Soraia Chaves, como Laura Dias (10 episódios).[18]

Aos 33 anos Laura Dias é uma mulher muito bonita e atraente. É médica anestesista e é paciente de Mário há um ano. Laura é uma mulher frágil com uma relação complicada com o sexo oposto e que está prestes a ficar noiva quando revela ao terapeuta que ama outra pessoa.
Terça-feira
- Nuno Lopes, como Alexandre Gomes (10 episódios).[19]

É um atirador de elite do Grupo de Operações Especiais (GOE). Aos 37 anos, e pela primeira vez na sua carreira, Alexandre foi afastado do seu trabalho e obrigado a ficar de baixa médica após ter sofrido um ataque cardíaco pouco tempo depois de ter morto acidentalmente uma criança no cerco policial ao assalto a um banco. Em relação a este incidente, Alexandre nega o seu sentimento de culpa, argumentando que “apenas executou a sua missão”. Durante as sessões, Mário tenta perceber a fonte dos profundos recalcamentos de Alexandre e analisar a relação ambivalente que ele tem com o seu pai.
Quarta-feira
- Catarina Rebelo, como Sofia Cruz (9 episódios).[20]

É uma adolescente de 16 anos que chega até Mário a fim de ter um parecer do terapeuta acerca do acidente em que esteve envolvida, ao atravessar-se de bicicleta à frente de um carro. Sofia chega com os dois braços engessados, mas Mário rapidamente percebe que há muito mais feridas nesta jovem do que aquelas que foram causadas por este acidente. Com alguma relutância, Mário consegue que Sofia comece a confiar nele. Mário, tal como a seguradora, que lhe exigiu o parecer clínico, suspeitam de tentativa de suicídio. Mas Mário quer perceber melhor o que atormenta esta jovem, filha de pais divorciados, e emocionalmente instável. Ao longo das sessões Sofia revela-lhe a complexa ligação que tem com o seu treinador, os sentimentos ambíguos que a ligam ao pai ausente e a difícil relação que tem com a sua mãe, uma mulher deprimida e muito protectora. Aos poucos, Mário fica a conhecer a enorme pressão física e psicológica a que Sofia tem estado sujeita e tenta ajudá-la a resolver o passado para conseguir viver o futuro, sem o desejo da morte estar presente.
Quinta-feira
- Maria João Pinho, como Ana Velez (8 episódios).[21]
- Filipe Duarte (†), como Jorge Velez (8 episódios).

Jorge e Ana Velez estão casados há 10 anos e são pais de Nuno, de 9 anos. Jorge tem 37 anos e não compreende por que é que a sua mulher, agora com 35, insiste em abortar o filho que finalmente espera, depois de andarem há vários anos a fazer tratamentos de fertilidade mal sucedidos. Depois de tanta pressão e frustração Ana finalmente engravidou, mas quando sabe que está grávida põe em causa a vontade de ter outro filho. Jorge vai tentar por tudo fazê-la desistir da ideia de abortar. Jorge e Ana recorreram a Mário para tentarem salvar o casamento, mas a terapia não surte o efeito desejado. E à medida que as sessões avançam torna-se claro que Jorge e Ana vivem uma relação obsessiva, violenta, muito sexual, e onde o conflito está sempre presente. Mário trabalha com eles as emoções e a dinâmica do casal, ao mesmo tempo que o seu próprio casamento está a ruir.
Sexta-feira
- Ana Zanatti, como Graça Ribeiro (9 episódios).[22]

Muito direta e amigável, Graça Ribeiro tem 65 anos e é uma psicóloga sensata e respeitada pelos seus pares. Foi também a mentora de Mário nos seus primeiros anos como terapeuta, mas um problema entre eles fez que estivessem afastados quase uma década. É notório que há muita mágoa, de ambas as partes, e que a complexa relação destes dois psicoterapeutas está pautada por muitos ressentimentos. Mário procura a ajuda de Graça porque se sente a perder tudo o que tem: a sua mulher, Catarina, revelou-lhe que tem um amante; Mário não consegue comunicar nem compreender a sua filha, que vive a adolescência com rebeldia e, para tornar ainda tudo mais difícil, a sua vida profissional também o está a angustiar, uma vez que Mário já se sentiu a perder o controlo durante as sessões de terapia e, além disso. Durante as difíceis sessões com Graça, Mário é forçado a testar todas as suas crenças, enfrentando a decisão mais crucial da sua vida.

### Personagens recorrentes
- Marta Peneda, como Joana Magalhães (6 episódios).[23]
- Carlos Santos (†), como Armando Gomes (1 episódio)
- Duarte Ferreira, como filho de Alexandre (1 episódio)
- Nádia Santos, como esposa de Alexandre (1 episódio)

## Lista de episódios
| Temporada | Temporada | Episódios | Transmissão original | Transmissão original | Dia a semana                | Audiências (média dos episódios)                 |
| Temporada | Temporada | Episódios | Estreia              | Final                | Dia a semana                | Audiências (média dos episódios)                 |
| --------- | --------- | --------- | -------------------- | -------------------- | --------------------------- | ------------------------------------------------ |
|           | 1         | 45        | 4 de janeiro de 2016 | 4 de março de 2016   | Segunda-feira a Sexta-feira | 1,4% (rating) 4,3% (share) 134 056 (espetadores) |
|           | Making of | 1         | 4 de janeiro de 2016 | 4 de janeiro de 2016 | Segunda-feira               | 2,6% (rating) 6,5% (share) 247 000 (espetadores) |

### Primeira temporada (2016)
A temporada acompanha o Dr. Mário Magalhães (Virgílio Castelo) e as suas sessões semanais com os seus pacientes. Cada episódio foca-se em um paciente específico. Abaixo, estão listados os episódios exibidos a partir de 4 de janeiro de 2016:
| Índice de episódios da primeira temporada | Índice de episódios da primeira temporada | Índice de episódios da primeira temporada | Índice de episódios da primeira temporada | Índice de episódios da primeira temporada | Índice de episódios da primeira temporada |
|                                           | Segunda                                   | Terça                                     | Quarta                                    | Quinta                                    | Sexta                                     |
| Laura                                     | Alexandre                                 | Sofia                                     | Jorge e Ana                               | Mário e Graça                             |                                           |
| ----------------------------------------- | ----------------------------------------- | ----------------------------------------- | ----------------------------------------- | ----------------------------------------- | ----------------------------------------- |
| Semana 1                                  | 1                                         | 2                                         | 3                                         | 4                                         | 5                                         |
| Semana 2                                  | 6                                         | 7                                         | 8                                         | 9                                         | 10                                        |
| Semana 3                                  | 11                                        | 12                                        | 13                                        | 14                                        | 15                                        |
| Semana 4                                  | 16                                        | 17                                        | 18                                        | 19                                        | 20                                        |
| Semana 5                                  | 21                                        | 22                                        | 23                                        | 24                                        | 25                                        |
| Semana 6                                  | 26                                        | 27                                        | 28                                        | 29                                        | 30                                        |
| Semana 7                                  | 31                                        | 32                                        | 33                                        | 34                                        | 35                                        |
| Semana 8                                  | 36                                        | 37                                        | 38                                        | 39                                        | 40                                        |
| Semana 9                                  | 41                                        | 42                                        | 43                                        | 44                                        | 45                                        |

| Ep.# | Título                         | Argumento                                                            | Realização                             | Transmissão Original    | Rating   |
| --- | ------------------------------ | -------------------------------------------------------------------- | -------------------------------------- | ----------------------- | -------- |
| 01 | Semana Um: Laura               | Adaptação: Mário Cunha Guião: Yael Hedaya                            | Patrícia Sequeira                      | 4 de janeiro de 2016    | 2,1%     |
| Laura idealizou uma relação, transferiu sentimentos, parece haver sentimentos de ambivalência, de toca e foge nas três relações apresentadas que não são plenamente vividas por um motivo ou por outro. Revelando alguma ambivalência no expressar sentimentos, relativamente ao pedido de ajuda, verificam-se conteúdos relacionados com a temática de separação e autonomização. Clarificar os objetivos das sessões, refletir sobre os objetivos iniciais e o pedido de ajuda. As sessões têm o objectivo, de entre outras situações, alterar estruturas emocionais, indicando que no primeiro momento seria a razão para a sua vinda. Possíveis traços de personalidade "estado limite" a confirmar. Os mecanismos mais utilizados são, defesa e negação. |                                |                                                                      |                                        |                         |          |
| |                                |                                                                      |                                        |                         |          |
| 02 | Semana Um: Alexandre           | Adaptação: Mário Cunha Guião: Ari Folman                             | Patrícia Sequeira                      | 5 de janeiro de 2016    | 2,2% (‡) |
| O Alexandre, parece desconhecer o propósito das consultas (transmitiu a ideia de que lhe poderia se útil, para uma opinião, como se de um sofista se tratasse, "um saber pronto, como na antiga Grécia"). Mostrou, desde o início, resistência a abordar as sensações, emoções e pensamentos associados à queixa de ansiedade, não expressa. Parece haver uma perturbação de identidade e género a clarificar em próximas sessões. Possível padrão de vinculação inseguro com as figuras parentais, (pai severo, mãe permissiva). Locus de Controlo externo: "Matar a criança, não foi da sua responsabilidade"; "A vida escolheu que fosse assim". Os mecanismos mais utilizados são, defesa, negação e identificação projetiva. |                                |                                                                      |                                        |                         |          |
| |                                |                                                                      |                                        |                         |          |
| 03 | Semana Um: Sofia               | Adaptação: João Tordo Guião: Nir Bergman                             | Patrícia Sequeira                      | 6 de janeiro de 2016    | 2,1%     |
| Complexo de Édipo parece não resolvido, indica existir uma disputa entre a adolescente e a mãe, dirigindo sentimentos hostis em relação à progenitora. Negando expressar sentimentos, parece haver co morbilidade de sintomas a confirmar em próximas sessões. Clarificar os objetivos das sessões, conhecer melhor a Sofia, estabelecer uma relação de confiança e confidencialidade e explorar as questões relacionadas com o pai e treinador. Temática de separação e autonomização. Os mecanismos mais utilizados são, defesa e negação. formação reativa. |                                |                                                                      |                                        |                         |          |
| |                                |                                                                      |                                        |                         |          |
| 04 | Semana Um: Jorge e Ana         | Adaptação: Mário Cunha Guião: Daphna Levin                           | Patrícia Sequeira                      | 7 de janeiro de 2016    | 1,5%     |
| Enfatização dos conflitos conjugais e da não dificuldade de aceitação do outro. Verdadeiros conflitos conjugais, parece indicar que esta relação se estabeleceu em bases bastante primitivas. Abrir caminho para a emersão dos conflitos conjugais, até então, latentes, ajudar o confronto como forma a se aceitarem mutuamente. Jorge: mecanismos de defesa: Negação, Resistência, Projeção. Ana: mecanismos de defesa: Defesa, Projeção. |                                |                                                                      |                                        |                         |          |
| |                                |                                                                      |                                        |                         |          |
| 05 | Semana Um: Mário e Graça       | Adaptação: Mário Cunha Guião: Asaf Zippor                            | Patrícia Sequeira                      | 8 de janeiro de 2016    | 1,1%     |
| Objetivo - Reorganização parcial da estrutura psíquica, para a mudança significativa do quadro de sintomas. Parece tratar-se também de contratransferência que resulta da influência do paciente, ligado à transferência, reações emocionais inconscientes do terapeuta frente às investidas afetivas do paciente. Entretanto, tais reações emocionais consideradas como obstáculos ao tratamento, por isso devem ser diferenciadas das emoções do paciente e por fim dominadas. Análise da transferência com a análise da situação do dia a dia do Mário externa à sessão, atenção à ligação entre a transferência e os objetivos a longo prazo do tratamento, trata-se de situações passadas, terá o paciente entrado em drop out, tendo regressado passados dez anos. Técnicas usadas: Clarificação, confrontação; interpretações do aqui e agora. A técnica da interpretação inclui a clarificação e a confrontação no comportamento verbal e não verbal. Mecanismo de defesa: Resistência, uma defesa que surge no seio da relação de transferência contra a ansiedade, tristeza ou culpabilidade, bem como um evitamento das vivências de perda que a mudança implica. Mário tem capacidade de insight - Consegue estabelecer relações entre a ansiedade e eventos anteriores da sua história pessoal. |                                |                                                                      |                                        |                         |          |
| |                                |                                                                      |                                        |                         |          |
| 06 | Semana Dois: Laura             | Adaptação: Mário Cunha Guião: Yael Hedaya                            | Patrícia Sequeira                      | 11 de janeiro de 2016   | 1,7%     |
| Laura resiste a pensar sobre si, continua a verificar-se conteúdos relacionados com a temática de separação e autonomização, deverá ser clarificado, a temática pai e mãe. Técnicas usadas: Clarificação, confrontação; interpretações. Mecanismos de defesa: resistência, negação, defesa. Laura tem pouca capacidade de insight, resistindo falar sobre os sentimentos agregados à sua vivência. Possíveis traços de personalidade "estado limite" a confirmar. |                                |                                                                      |                                        |                         |          |
| |                                |                                                                      |                                        |                         |          |
| 07 | Semana Dois: Alexandre         | Adaptação: Mário Cunha Guião: Ari Folman                             | Patrícia Sequeira                      | 12 de janeiro de 2016   | 1,6%     |
| O Alexandre continua resistente a abordar as sensações, emoções e pensamentos associados à queixa de ansiedade, não expressa. Parece haver uma perturbação de identidade e género a clarificar em próximas sessões. Possível padrão de vinculação inseguro com as figuras parentais, (pai severo, mãe permissiva). Esquiva-se de situações difíceis e não colabora com o processo terapêutico. Os mecanismos mais utilizados são, defesa, negação e identificação projetiva. |                                |                                                                      |                                        |                         |          |
| |                                |                                                                      |                                        |                         |          |
| 08 | Semana Dois: Sofia             | Adaptação: Mário Cunha Guião: Nir Bergman                            | Patrícia Sequeira                      | 13 de janeiro de 2016   | 1,6%     |
| Chove, Mário sentado na secretária atende o telefone, ouve sem ser ouvido uma discussão entre Sofia e Ivo, desliga o telefone continua a escrever no seu bloco de notas. Sofia abre a porta do consultório está encharcada, um braço ao peito o outro engessado e a mochila nas costas, Mário pede-lhe que vista uma roupa da sua filha, enquanto a dela seca na máquina. Coloca os braços para cima pedindo ajuda, pois após o acidente não consegue vestir-se sozinha, Mário pede a Catarina sua mulher que ajude Sofia. Catarina ajuda-a a tirar a roupa, preocupada pelo estado de magreza desta, desvia o assunto, conta que também já partiu o braço em miúda, carinhosa mexe-lhe no cabelo, levando a sua roupa para secar. Sofia já na presença de Mário, conta ter gostado da Catarina, se a levasse aos seus treinos, com certeza esta dizia a verdade à frente das pessoas, Mário questiona, que verdades seriam, esquivando-se, esta pergunta se já fez a sua avaliação, Mário diz não ter dados suficientes sobre ela, precisa de a conhecer melhor, perguntando pela avaliação dela, irritada afirma ter ido lá para trazer a estúpida avaliação, tentou fazer a dela com a ajuda do seu pai, mas não foi possível por este estar ocupado com a sua exposição de fotografia, depois com a mãe, que queria escrever por ela, obviamente não resultou, discutem muitas vezes, mas foi a primeira vez, que saiu de casa. Foi para o apartamento do ginásio, algumas alunas dormem lá, terá dito que os pais estavam fora, e deixaram-na ficar. Pediu também ao Ivo, mas este estava ocupado a preparar o estágio. Conta que veio dos treinos, que são em Lisboa, por isso o seu atraso. Mário conta ter recebido a sua chamada, ouviu-a pedir a alguém que a deixasse sair do carro, pergunta com quem estava a falar, hesita e responde ter ligado porque estava atrasada e ao perceber que estava perto, pensou ter desligado, zangada, afirma ser um mau hábito ouvir a conversa dos outros, Mário volta ao assunto, pergunta se estava com o pai, responde, claro que não, já teria dito, que discutiram, mas também não ser da sua conta, com quem veio, Mário corrige, ela só terá falado, da discussão com a mãe e não da discussão do pai. Desvia a conversa e volta a perguntar se vai receber a sua avaliação, perante a negativa de Mário, mostra-se insolente, quer a sua roupa, pedindo que chame a Catarina para a vestir. Pergunta, o porquê de só agora ter contado que ouviu a sua conversa, seria para, a chamar de mentirosa, Mário nega chamar-lhe tal e pergunta, como é a sua relação com as colegas de ginásio, Sofia afirma serem todas hipócritas, todas menos ela, ou são bulímicas ou anoréticas, sendo a única forma de controlar o peso para poder competir, são escolhidas pelos treinadores o Ivo e a Tatiana, por isso andam todas atrás do Ivo, no final dos treinos quem ganha peso fica de fora. Após o seu acidente duas ginastas, foram visitá-la, pareciam sentir a sua dor, mas no fundo estavam contentes, tal como ela ficaria, que como a Sílvia, outra ginasta nem ao hospital foi. Amanhã vão todos para estágio no Algarve, triste afirma não ter onde ficar, inicialmente os patrocinadores teriam dito ao Ivo que esta podia ir, mas mudaram de ideias, daí a discussão que Mário ouviu ao telefone, embora saiba que Ivo não tem culpa. Porquê a importância da ida, pergunta Mário, afinal não pode treinar e vão ginastas que não suporta, responde que estaria entusiasmada para ir, cuidadoso, Mário fala da proximidade dela e Ivo, irritada pergunta se terá visto isso pelo telefone, Mário recorda que está lesionada, mesmo assim o Ivo, queria levá-la para o estagio e também terá sido ele a trazê-la ao consultório, argumenta, que o consultório ficava a caminho, e que seria importante para ela ver os treinos, contudo, não terá conseguido que pagassem a estadia da Marlene, a mulher dele, terá de pagar ele a estadia desta, e da filha, Mário lembra que Bia é a filha do Ivo, que a Sofia tomava conta, pergunta porque deixou de o fazer.                        |                                |                                                                      |                                        |                         |          |
| |                                |                                                                      |                                        |                         |          |
| 09 | Semana Dois: Jorge e Ana       | Adaptação: Mafalda Ferreira Guião: Asaf Kippor e Daphna Levin        | Patrícia Sequeira                      | 14 de janeiro de 2016   | 2,1%     |
| Ana fuma um cigarro apercebe-se da chegada de Jorge, apaga-o de imediato. Jorge entra e cumprimenta-a com um beijo na boca, pergunta se estava a fumar, esta diz-lhe bem talvez uma passinha sem travar. Jorge pergunta carinhosamente pelo bebé, beija-a dizendo que gosta do cheiro dela misturado com o do tabaco, Ana olha-o sedutora, este continua a beijá-la, nota-se uma tensão sexual entre eles, mas Ana quebra-a, dizendo que tem uma dor no lado esquerdo da barriga e Jorge pousando a sua mão sobre a dela diz que ela a filha vai ficar bem. Começando então uma acesa disputa de nomes para bebé, Jorge nomes femininos, Ana masculinos até que chegam aos nomes dos avós, e ambos riem. Jorge coloca a mão por baixo da blusa dela acariciando-lhe a barriga e pergunta se a dor passou, finge ter uma dor também, guiando a mão de Ana para dentro das calças, excitados beijam-se com desejo. Já no consultório e sentados no sofá, Ana comenta com Mário que cancelou a consulta com o Doutor Cardoso o seu obstetra, para pensar melhor, Mário concorda. Ana comenta que foi bom quando saíram da sessão anterior, não discutiram sobre a gravidez, Mário pergunta se não voltaram a falar do assunto, Jorge responde, que não quer mais discutir sobre a gravidez e que ambos querem este bebé, olham-se nos olhos e riem-se com cumplicidade. Ana diz que no dia seguinte depois do Jorge sair para o trabalho e levar o Nuno á escola esta resolveu tirar folga e deitada na cama começou a pensar que o bebé seria uma menina de certeza e imaginou o Nuno a defender a irmã dos rapazes da escola e que gostou da imagem. Entretanto já começou a notar diferenças no seu corpo, mas que faz parte do processo. Mário volta a perguntar se não voltou a ver o Dr. Cardoso e se discutiu isso com o Jorge, esta responde que não a ambas as perguntas, dizendo que Jorge lhe perguntou como tinha corrido a consulta, e terá respondido não ter ido. Mário comenta que está muito feliz por se terem reconciliado e estarem mais calmos que na sessão anterior mas têm de tomar uma decisão sobre o aborto, Ana responde, que faltam duas semanas, tem tempo para tomar uma decisão, Jorge pensa ser a última sessão que vão, Mário diz que ainda é cedo, pois cada um deles tem mais de uma opinião sobre esta gravidez .Ana hesitante, diz ainda pensar na carreira mas acha que consegue conciliar tudo pois o mundo está cheio de mães trabalhadoras e não quer fazer nada que se venha a arrepender mais tarde, por isso vai tomar uma decisão em breve, interrompe a conversa, dirige-se à casa de banho, deixando Jorge e Mário preocupados, não responde aos apelos de Jorge, rodando a chave na fechadura, por fim saem os dois do consultório aproximam-se do carro, Jorge carinhoso e protetor ajuda Ana a entrar, Mário observa-os da janela e ouve-se o barulho do motor a arrancar. Mário chama Catarina sua mulher, aponta para uma mancha de sangue no sofá e pergunta como é que se limpa, esta procura saber se é sangue, Mário responde, ser da sua paciente que está grávida, Catarina questiona se terá sido um aborto, mas Mário não sabe, diz que ela estava sentada sentiu uma dor, foi à casa de banho e que agora está ali aquele sangue, irritado quer limpar o sofá e Catarina vai buscar os produtos de limpeza e agua oxigenada, enquanto limpa pergunta de quantas semanas estaria e se aconteceu alguma coisa durante a sessão, Mário responde que não, tinha sido uma sessão normal, continua preocupado com o sofá se a mancha saiu ou não, pois tem pacientes que são muito sensíveis, Catarina responde que vai ter de esperar que seque, pode pensar em trocar o sofá velho e tornar a sala mais acolhedora, refere sentir ciúmes desta sala, pois ele só a chama quando tem uma emergência e depois só quer que saia rapidamente. Mário diz a Catarina que está cansado e que foi falar com a Graça na semana passada, pois tinha de falar com alguém e não podia falar com ela. |                                |                                                                      |                                        |                         |          |
| |                                |                                                                      |                                        |                         |          |
| 10 | Semana Dois: Mário e Graça     | Adaptação: Mário Cunha Guião: Asaf Kippor                            | Patrícia Sequeira                      | 15 de janeiro de 2016   | 1,8%     |
| Graça está sentada à secretária a escrever no portátil, quando o telefone toca, atende, e pede para não voltarem a ligar, explicando que quem procuram morreu há um ano, desliga a chamada, tenta voltar a escrever, não conseguindo, faz esforço para não chorar. Á porta do consultório de Graça, Mário fala com a Ana ao telefone, desliga e já no sofá conta a Graça que Catarina tem outro homem e que esta lhe contou os pormenores todos da relação, acha que o mundo está a conspirar contra ele, os pacientes, a família e fala com a ela, dos casos que acompanha, o policia que se separou da mulher, a adolescente que tem um caso com o treinador a filha que pode ter sexo com um toxicodependente a Catarina, mostra-se baralhado e descontextualizado. Graça, põe um ponto de ordem na conversa, propõe começarem a falar de Catarina pergunta se ela lhe disse o que deviam fazer a seguir, este diz que não, estando a bola do seu lado pois a Catarina contou com pormenores sórdidos a sua relação com o amante, equiparado a um filme pornográfico. Mário desabafa, sentia que para a Catarina o sexo era intimidade não havendo nada de sórdido, sexo era velas, massagens, sensação de segurança, mas afinal o que ela queria mesmo era o seu próprio filme pornográfico o que está a ter agora, mostra-se Mário zangado com a palavra intimidade. Graça acha que Mário já sabia de tudo quando pediu pormenores a Catarina, pois na outra sessão, este referiu ter quase a certeza da infidelidade de Catarina, concordando, Mário pensava ser mais fácil, existem milhares de formas para lidar com os problemas. Mário funga, toma um anti-histamínico e aproveita para mudar de assunto, fala do casal da sessão de ontem, a mulher teve um aborto espontâneo em pleno consultório e tudo o que se passou a seguir incluindo a entrada da Catarina, quando este estava a tentar limpar o sangue, que terá sido o começo da discussão e Graça ironiza, semana atribulada, e o ultimato de duas mulheres Laura e Catarina, Mário retifica terem sido três contando com o dela, visto que na semana passada este a ter ofendido, retirando agora o que disse em tom de desculpa. Graça volta ao assunto Catarina, questionando se esta não será uma parede entre ele e a atração pelas suas pacientes, este contrapõe que atração não é problema e cita diversos psicólogos para se sentir confortável, uma vez todos dizerem que a atração é inevitável, Graça confronta-o com os seus sentimentos por Laura, se ele não quer que ela deite a parede abaixo, Mário foge ao assunto de cada vez que Graça tenta ir mais fundo, Laura vai casar-se, é assunto encerrado, se alguém quer deitar paredes abaixo é a Catarina porque detesta o consultório, por não saber o que lá se passa e tenta apoderar-se dele, mas Mário não deixa, salientando que já houve alturas em que falava dos pacientes sem mencionar nomes, mas sim tipos de patologias, até que Pedro então com dez anos o colocou em check perante um paciente. Graça continua a achar que Mário tem uma atração sexual por Laura e este conta-lhe o episódio da casa de banho avariada, no seu consultório, Laura tenta irromper pela sua casa á procura da casa de banho e este terá ficado em pânico, pois ao passar porta do consultório ela poderia ver onde este vive e cruzar-se com a Catarina. Graça pergunta-lhe se já teria acontecido outra situação idêntica, Mário conta o episódio de Sofia quando chegou toda encharcada e este pediu á Catarina para arranjar uma roupa de Joaninha para lhe emprestar e não teve problema com isso, mas com Laura era diferente retorquiu a terapeuta, pergunta se este falou com Laura sobre a semana passada, Mário confessa que sim e que esta lhe disse que ia casar com o André, por que ele não a quis, Graça pergunta, existiria alguma possibilidade de essa relação acontecer, responde que ficou lisonjeado com a proposta, mas em hipótese alguma isso podia acontecer, há limites que não podem ser ultrapassados.                                                                              |                                |                                                                      |                                        |                         |          |
| |                                |                                                                      |                                        |                         |          |
| 11 | Semana Três: Laura             | Adaptação: Mafalda Ferreira Guião: Yael Hedaya                       | José Carlos Santos                     | 18 de janeiro de 2016   | 2,0%     |
| Mário acorda na cama improvisada no sofá, desliga o despertador, levanta-se, e sentado no sofá tranquilamente a ler um livro, aparece Laura que passa apressada pela janela e logo de seguida bate à porta compulsivamente. Mário levanta-se, abre a porta e esta, ofegante, dirige-se imediatamente para o sofá. Desculpa-se pelo atraso e ao começar a contar o que aconteceu apercebe-se que debaixo dela, no sofá, está alguma coisa, de seguida tira um cinto de Mário que ficou lá esquecido, aproveitando mais uma vez para se insinuar perguntando se a quer castigar pelo atraso. Desvalorizando, Mário guarda o cinto e retoma a consulta perguntando o porquê do atraso. Laura conta que a caminho da consulta na marginal, já atrasada, um cão se atravessou na estrada, acabando por ser atropelado várias vezes enquanto tentava fugir, explica que aflita quis ajudá-lo quando se apercebeu que ainda estaria vivo, pediu ao taxista para parar mas este disse ser impossível com todo aquele aparato e que os animais preferiam morrer sozinhos, chocada não se conteve e insistiu para parar, mas quando olhou para as horas apercebeu-se que já estava muito atrasada e sem saber o que fazer, frustrada, continuou o caminho para a consulta. Enquanto conta a história pergunta a Mário se faria o mesmo que ela, se pararia ou não, mas afirma de seguida ter a certeza que sim, que este iria parar para ajudar o cão. Mário responde que não, que iria deixá-lo triste, como deixou a ela, mas que não iria parar. Mário prossegue insistindo no facto de não ter sido por causa do cão o seu atraso, que ela já estaria atrasada quando isso aconteceu e que de qualquer forma poderia tê-lo avisado com antecedência, afirmando pensar que o seu atraso não terá sido coincidência, já que Laura nunca terá chegado atrasada e muitas vezes até chega antes do tempo. Insiste no qual seria o motivo e qual seria a mensagem que tencionava passar, questionando se terá ficado incomodada com o que acontecera na sessão anterior. Laura confusa, pergunta qual o plano de Mário, este responde não ter nenhum e prosseguindo diz parecer-lhe que as últimas sessões terão sido muito difíceis para ela, esta responde que sim. Mário pergunta-lhe se está zangada com ele e esta sem responder olha-o em silêncio este sugere que falem sobre isso, tentando perceber se a terapia estaria a dar algum resultado, sugerindo que talvez já tenham sido suficientes as sessões que tiveram. Laura refere nunca ter ficado zangada, mas que de certa forma, na sessão anterior pensou em não ir mais, como forma de protesto e que quando saiu, não conseguindo arranjar táxi se pôs a andar sem destino, até ter percebido que estava em choque, como se tivesse sido castigada por ele, relembra Mário o que se passou na última sessão, com a sensação de que ele nunca iria tocar no assunto. Mário, continua sem dizer nada e Laura irritada, culpa-o de se refugiar no facto de nunca serem os psicólogos a abordar nenhum assunto e que este se aproveita disso para agir como se nada tivesse acontecido. O terapeuta desvalorizando por completo, muda de assunto, de forma a conseguir que Laura assuma a raiva que sentiu e que sente por ele, e que a fez pôr a hipótese de não aparecer para a sessão e que, expressou essa raiva chegando atrasada. Laura acusa-o, furiosa, deste a tratar como se fosse uma desconhecida e de a tentar irritar, quando este a rejeitou o seu primeiro instinto, foi nunca mais aparecer, percebendo mais tarde que a culpa não é de Mário e que este não tem obrigação de a amar. Mário lamenta tê-la magoado e que a sua intenção foi dar-lhe a resposta definitiva que ela queria. Laura aceita as desculpas de Mário, pensa que a resposta que este deu na altura, não terá sido assim tão definitiva e que a sua desculpa para o atraso foi perfeita, ao que ele responde que sim, mas que não batia certo. Laura prossegue irritada, faz duras críticas ao trabalho do psicólogo, que enganam com as suas parvoíces, que obrigam a aceitar interpretações ridículas.     |                                |                                                                      |                                        |                         |          |
| |                                |                                                                      |                                        |                         |          |
| 12 | Semana Três: Alexandre         | Adaptação: Mário Cunha Guião: Ari Folman                             | José Carlos Santos                     | 19 de janeiro de 2016   | 1,5%     |
| Mário abre a porta, depara-se com Alexandre, óculos escuros, segura uma caixa de cartão, cumprimenta-o e oferece-lhe uma máquina de café topo de gama, começa a abrir espaço na estante apressando-se a abrir a caixa, enquanto elogia a máquina, pergunta o que acha Mário, este diz ser muito bonita, mas não a pode aceitar, Alexandre, pergunta se tem medo que o acusem de ser corrupto, comprou-a num leilão é perito em compras pela internet, terá sido uma pechincha, ligando-a de imediato, Mário pede-lhe que a desligue, parece não querer melhorar os padrões de vida afirma Alexandre, sabe que este só bebe chá, mas os pobres dos pacientes têm direito à vida. Mário contextualiza, pede que não se ofenda, mas denota algo de agressividade na sua Ação, já que não lhe perguntou se seria uma coisa que queria, ou se não se importava de a receber, Alexandre afirma ser só a porcaria de uma máquina de café, vem ao consultório todas as semanas, precisa de um café para se conseguir abrir, diz ter tido uma ideia, se não a quer receber como oferta, deduza o valor na sua conta. Mário responde que não, ele pergunta se está chateado e vai dar-lhe mais uma razão para isso, responde este, ser o seu terapeuta por isso, não faz parte do seu trabalho ficar chateado. Conheceu uma paciente dele, enganou-se no dia da consulta e conheceu a Laura, imagina que esta seja uma situação delicada, Mário pergunta o que quer dizer delicada, responde, ter pensado que os psicólogos tinham um código de ética, por exemplo pode contar coisas intimas que esta não quer que o terapeuta saiba e vice-versa. Responde, não haver nenhum problema ético, Mário não pode discutir com ele questões dos pacientes, mas o paciente é livre para falar do que quiser, Alexandre conta, que não se passaria nada entre ele e Laura se não fossem ambos, seus pacientes. Mário, refere que ele trouxe uma máquina de café com a intenção de vir mais vezes, através de Laura passa a mensagem que ela é paciente e ele também, por isso oficialmente começou a terapia. Alexandre, assume que a máquina está emprestada, pelo tempo que ele lá estiver, levando-a quando for embora. Mário gostaria de pensar sobre isso, mas para já fica assim, lembra que a mulher dele não permite que tome café em casa, sente que por isso, ser este um lugar onde pode dizer e fazer coisas, que não pode fazer em casa. Este conta estar resolvido, e que ele o ajudou para tal. Na última sessão, saiu determinado foi direto a casa e disse á sua mulher que queria sair, da mesma maneira que diria que ia tirar o carro da garagem, Mário pergunta se foi tão comum o que sentiu, completamente refere este, ela estava a fazer salmão como todas as terças feiras e disse-lhe que queria sair de casa, esta nem virou a cabeça, limitou-se a dizer, que devia ter adivinhado que isto ia acontecer, que ele nunca a surpreendeu, Mário pergunta se ficou magoado, refere que ela não o estava a magoar, com tudo o que lhe aconteceu, esta terá captado alguma coisa nele que não queria mostrar, e terá percebido que podia levar à separação. Curioso, diz Mário, fala da sua mulher como se fosse uma supermulher capaz de antecipar tudo, responde no que se refere á inteligência, esta é genial, Mário pergunta se a reação de indiferença desta não o desapontou, conta que não é esse o caso, eles não dramatizam as coisas, como há quem faça para poupar as crianças. Mário procura saber se já falaram com elas, e o que sentirão em relação a isso, responde que o mais velho o Rui está trancado no quarto há dias a participar no campeonato de xadrez, a Manuela a sua filha está num campo de férias, a seu tempo vão saber, o Rui vai compreender é um miúdo especial, tem onze anos, passa o tempo fechado em casa, não tem amigos, diz que tentou tudo, fazia programas com os miúdos, não serviu de nada ele estava sempre sozinho, Mário afirma ser mais difícil para os pais, do que para eles próprios, reconhece que levou tempo a compreender isso.                                                      |                                |                                                                      |                                        |                         |          |
| |                                |                                                                      |                                        |                         |          |
| 13 | Semana Três: Sofia             | Adaptação: Mafalda Ferreira Guião: Nir Bergman                       | José Carlos Santos                     | 20 de janeiro de 2016   | 0,8%     |
| Sofia bate á porta do consultório e trás um colar cervical conta que a prima se encontra em Lisboa para visitar algumas faculdades, ela cedeu-lhe o quarto indo dormir para o sofá ao acordar de manhã não conseguia mexer o pescoço foi ao médico que não lhe tirou o gesso e ainda lhe pôs um colar. Trás um presente de despedida por ser é a terceira sessão, Mário lembra, ter dito no mínimo três sessões, o presente é um barco á vela dentro de uma garrafa com água, afirma, que pode olhar para o barco, quando estiver farto de ouvir a vida insípida dos pacientes. Este refere-se a insípida, como uma boa palavra, Sofia diz que gosta de procurar sinónimos no dicionário, não se sente doida por isso. Mário percebe que o desenho do Ivo já não se encontra no gesso, ela afirma que o apagou, e pergunta, se quer saber como se sente em relação a isso, Mário, pensa que pode sentir-se assustada, porque poderá ser a ultima sessão, pergunta porque tal a assustaria, porque pensa ter uma má nota na avaliação, não será a avaliação o foco de preocupação, refere Mário, talvez a possibilidade de não voltar, o barco de presente poderá ser entendido como algo que garanta, que não se esquece dela. Sofia pergunta como funciona a terapia, Mário responde que não há tempo limite depende da evolução do paciente, Sofia pede que finjam estar em terapia. Mário pede que fale mais sobre o barco, esta diz que o comprou em Castelo Branco numas férias em família, terá gasto todo o dinheiro da semanada, quando regressou a casa o casamento dos pais tinha acabado, para ela teria acabado durante a viagem, chegou da escola e os dois na cozinha com sorriso de plástico, a mãe a chorar e a seguir o pai, refere não se lembrar deles, mas lembra-se da cozinha. O pai foi viver para o Porto com a nova mulherzinha ela ficou com a mãe que é uma deprimida. Terão sido o Ivo e a Marlene que moravam perto, que não a deixaram desistir dos treinos. Mário, diz que ela parece triste, não por os pais se terem separado, mas pela forma como o fizeram, responde não estar triste, pergunta se é isso que as pessoas fazem em terapia, queixam-se dos seus problemas, afirma não ser assim, esse é um comportamento típico da mãe, mas, não é como ela. Mário pergunta se esta nunca ponderou ir viver para o Porto, diz que sim, mas o pai e a mulher dele precisam do seu espaço, não durou muito, o pai queria que fosse viver com ele, a mulher não aceitou, zangaram-se e separaram-se, Mário refere que a sua lógica tem falhas, ela não pode ser responsável, pelas atitudes dos pais. Pergunta se já era ginasta antes de conhecer o Ivo, não se lembra da sua vida antes do Ivo, era muito pequena e terá sido ele a descobri-la como ginasta. Além do pai eles são os únicos que acreditaram nela. Conta que a casa deles era como se fosse a dela. Quando os pais discutiam, dormia em casa deles, nessa altura voltou a ter ataques, dores de estomago e tremores, começava a vomitar e não conseguia parar. Uma noite levaram-na às urgências, nunca contaram aos pais, Mário pergunta porque não, Sofia muda de assunto, explica que destruiu a família deles a Marlene, confiava nela e ela traiu-a, antes de ir para Évora, disse-lhe que não confiava no Ivo, mas confiava nela, sabia que a Bia ficaria bem entregue, ao contrario do que possa pensar o Ivo é respeitador, estava sempre a travá-la, mas ela achava que este a amava, a Marlene foi embora seis meses, durante esse tempo o Ivo nunca foi para a cama com ela, embora todos acharem que sim, ele dizia que havia um limite que não podiam ultrapassar, dormiam na mesma cama mas mais nada, olhos cheios de lágrimas, mas sem chorar, lembra que mesmo antes da Marlene voltar, acordou a meio da noite, ele estava acordado e aconteceu, não sentiu nada, como se não estivesse ali. No dia seguinte, fingiram nada ter acontecido, nos treinos terá caído e tiveram uma grande discussão á frente de todos, o Ivo gritava que faltavam dois dias para o campeonato, pedindo que se concentrasse e fizesse como deve ser. |                                |                                                                      |                                        |                         |          |
| |                                |                                                                      |                                        |                         |          |
| 14 | Semana Três: Jorge e Ana       | Adaptação: Mafalda Ferreira Guião: Daphna Levin                      | José Carlos Santos                     | 21 de janeiro de 2016   | 1,1%     |
| Mário abre a porta a Ana, esta senta-se no lugar habitual, Mário pergunta como se tem sentido, responde que bem e agradece-lhe por ter ligado, ele pergunta se o Jorge não vem, recorda que na terapia de casal não se encontram sozinhos, a não que o outro concorde, Ana não sabe se Jorge vem, manifestando vontade de fazer terapia individual, este refere que será melhor com outro terapeuta, Ana pergunta se tem medo do Jorge, respondendo que não, explica ser como três amigos que jantam fora, mas a certa altura dois decidem ir ao cinema e excluem o terceiro, provocadora Ana, pergunta se a está a convidar para ir ao cinema. Mário recorda que teriam concordado que o Jorge deveria ouvir o que se passa na sala, toca o telefone Ana sorri para o ecrã e desliga a chamada. Mário pergunta como se sente ela, responde sentir-se bem, perguntando se ele estava preocupado com ela, refere estar preocupado com os dois, embora mais com ela pelo que aconteceu fisicamente, esta diz sentir-se, muito, muito bem, sente-se ótima, o terapeuta, pergunta se isso é mau ou bom, responde, sentir-se feliz, cheia de energia, com vontade de fazer coisas e pergunta, se ele a acha um monstro, Mário responde de maneira nenhuma. Afirma que Jorge os odeia, pensa que conspiraram contra ele, por isso não vai voltar, que também não queria que ela voltasse, ele pergunta, se sente a necessidade de lhe voltar a esconder coisas, afirma não ter energia para o contrariar, ele quer que se sinta péssima e sabe que Mário a vai ajudar a sentir-se melhor, Mário pergunta se pretende, que a ajude a não se sentir péssima. Na verdade, terá vindo porque não se sente mal o suficiente, é esperado que uma mulher que sofre um aborto, deva estar triste e de luto, sente que não tem sentimentos e isso é perturbante, Mário refere, que esta necessita ser desafiada, gosta que se oponham, Ana diz que ele ficou bem-falante e musculado, em outras circunstâncias, podia ser atraente, pergunta em que circunstâncias, numa ilha deserta com ela inconsciente, referindo estar a brincar, na verdade Mário é muito atraente. Toca o telemóvel, Ana rejeita a chamada, é o Jorge, Mário pergunta se sabe onde este possa estar, Ana brinca e diz, talvez na cama com o António, Mário pergunta se o António está apaixonado por ela, sedutora pergunta porque não estaria, questiona se ela está apaixonada por António, ela muda o tom da voz e responde ser uma mulher casada. Ana, olha para Mário e pergunta o que pensa dela, este, pensa que o está a seduzir, para manter o Jorge em alerta, tal como faz com o seu chefe o António, zangada, afirma estar só a brincar e pergunta onde está a mancha de sangue, refere tê-lo imaginado a esfregar como um louco e quase a desgastar o tecido, ele conta ter saído com facilidade e pergunta se ela gostaria que ainda lá estivesse, irónica, tenta desvalorizar a pergunta, Mário sente que ela está dececionada e pergunta o que esperava sentir se visse a mancha, Ana pergunta, por causa de uma mancha e ela reformula, por ter perdido um bebé, talvez precisasse ver a mancha para aceitar, assim como a todos os sentimentos contraditórios que tem em relação a si. As lágrimas escorrem pela cara, hirta e em silencio, limpa os olhos e vê pela janela Jorge, este com uma expressão séria, entra e senta-se no lado oposto a Ana, Mário cumprimenta-o, Ana conta ter ele referido que não voltaria, este responde que ela também mas veio, ela explica, queria falar a sós com Mário sobre o que aconteceu. Jorge pergunta sobre o que falavam, uma vez na anterior sessão, não terem trocado palavras até Ana chegar, mexendo num cigarro, ela explica que falavam, porque ele terá dito não ir, interrompe Jorge e pergunta, o que é isso, apontando para o cigarro, responde que já não está grávida e lamenta, que ele a acuse sempre, sarcástico, diz que a mulher está louca, se a pode curar, cumprimenta, e refere que ele está muito calado, na verdade o que ele faz, é acenar com a cabeça e fazer alguns estragos.                       |                                |                                                                      |                                        |                         |          |
| |                                |                                                                      |                                        |                         |          |
| 15 | Semana Três: Mário e Graça     | Adaptação: Mário Cunha Guião: Asaf Zippor                            | José Carlos Santos                     | 22 de janeiro de 2016   | 1,2%     |
| Mário chega ao consultório de Graça cumprimentam-se, Graça acha que Mário está ansioso, este diz-lhe que está sempre a ir à casa de banho e quando lá está fica à espera e nada acontece, deve ser um problema urinário, já foi ao médico e está a melhorar, irónico Mário pergunta se acha ser psicossomático, a cabeça diz uma coisa, o corpo diz outra, e os problemas manifestam-se através duma enfermidade física, levanta-se para ir à casa de banho. Já sentados, Graça pergunta-lhe se está zangado, diz-lhe que sim, mas com ele próprio, por ter seguido o seu conselho, mesmo sabendo que estava errado parecia um estagiário, propôs a Laura o fim das sessões e aconteceu tudo ao contrário o que destruiu um ano de terapia, pois ela pensou que queria acabar com a terapia, por estar apaixonado por ela. Graça questiona de que forma é que ele lhe pôs a questão. Mário começa por dizer que Laura chegou tarde à consulta, estava zangada e com dúvidas em relação à terapia e perguntou, se ela era a primeira paciente a apaixonar-se pelo terapeuta e que se ele era um terapeuta experiente, lidasse com isso. Graça, diz que ele colocou o ónus do lado dela, ela devolveu-lho, com firmeza diz-lhe que já não é estagiário há muito tempo, se pensou, que algo era má ideia, não o devia fazer, quando sugeriu interromper a terapia ficou furioso, dizendo que estava a tentar roubar-lhe a paciente, dois dias depois quer interromper a terapia de forma abrupta, Mário refere que esta terá dito que acabar a terapia seria o melhor a fazer, Graça reformula disse que podia ser necessário para o bem dela e parece que ele, fala ser o melhor para resolver os seus problemas, Mário impaciente pergunta o que é que ela pretende, quer que fale de Laura, que se encontra em negação, acha que não, pois Laura é uma mulher bonita e que conhece todas as portas dela que as podia abrir, fantasia com ela e faz a comparação com um ginecologista homem, que as mulheres pensam que não têm qualquer desejo por elas, mas querem que ache o seu corpo atraente. Este conta que foi ao urologista e estava tanto frio no consultório que o seu pénis encolheu e não queria que o médico pensasse que aquele era o seu tamanho normal, riem, o que ele pretende dizer é que um terapeuta sentado à frente de uma mulher lindíssima sabe o que fazer para a seduzir para a estimular, duvida ser só os terapeutas homens a que isso passe pela cabeça, Graça salienta que o que a preocupa é que ele tem as suas fronteiras e essa mulher também sabe como atravessá-las, diz não ter problema por falar com a Laura, mas ao puxar o assunto só se fala em genitais. Mário desapontado, conta que aprecia a forma analítica de Graça ver de fora, mas não estava à espera que desistisse dele, e foi o que se passou ou dizer para arranjar outro terapeuta para Laura, sugerindo um caminho que ele seguiu e que falhou, mas ela quem falhou foi ele. Graça, para ela, este conduz a terapia de forma impulsiva, desorganizada e problemática e sempre que ela tenta abordar o assunto este liberta uma agressividade como se dissesse, essa área está fora do teu campo de ação, Mário propõe falar de Laura , pergunta se ela se lembra de Alexandre, o tal atirador, enganou-se no dia da semana e esbarrou com a Laura que estava a sair da consulta, ele voltou no dia seguinte e contou-lhe que se tinham conhecido e que agora andam, Graça solta uma gargalhada, Mário surpreendido pergunta o que tem de engraçado e Graça contêm-se. continua, conta que Laura fez isso para o atingir sabe que Alexandre lhe contou, rejeitou-a e no momento seguinte ela faz-se, ao primeiro homem que aparece. Graça contextualiza, porque se sente ele o homem traído, não é o noivo, ou talvez a transferência se tenha desvanecido e ela estivesse a vê-lo outra vez como terapeuta, qual seria a pior situação, às vezes, ajudar um paciente a ver o mundo diferente, pode ser uma experiência poderosa e viciante. Mário afirma ser poderosa porque contribui para o bem-estar de alguém.                         |                                |                                                                      |                                        |                         |          |
| |                                |                                                                      |                                        |                         |          |
| 16 | Semana Quatro: Laura           | Adaptação: Mafalda Ferreira Guião: Yael Hedaya                       | José Carlos Santos                     | 25 de janeiro de 2016   | 1,5%     |
| Mário trava uma luta, contra um fracasso terapêutico, sendo nítida a relação de contratransferência que se estabeleceu entre ele e Laura "não encarava como coincidência o fato de Laura ter dormido com um dos seus pacientes, assim como não foi coincidência a forma que escolheu para contar que estava apaixonada por ele, dormindo com outro homem". Laura, apresenta ainda dificuldade para abandonar os mecanismos de defesa do seu ego e não abandona as suas resistências, sendo Laura uma pessoa atualizada sabe exatamente as técnicas usadas em terapia, usando argumentos para o convencer, que o seu amor é real "faz parte da terapia descobrir porque está apaixonada por ele e como tudo está relacionado com o seu passado, mas o passado, não determina porque nos apaixonamos, mesmo que pudéssemos perceber a origem de tudo, não tornaria menos real o amor deles". Ela foge do assunto que trouxe pela primeira vez para a sessão "odeia a si mesma e está cansada de sentir-se assim" resistindo outra vez. |                                |                                                                      |                                        |                         |          |
| |                                |                                                                      |                                        |                         |          |
| 17 | Semana Quatro: Alexandre       | Adaptação: Mário Cunha Guião: Eran Kolirin                           | José Carlos Santos                     | 26 de janeiro de 2016   | 1,3%     |
| Mário acompanha uma paciente à saída, depara-se com Alexandre que chegou mais cedo, porque estava na zona, por isso convém-lhe começar mais cedo. Alexandre tira do bolso um envelope dizendo que é de Laura e que deverá ser um cheque, mas quem sabe. Mário irritado, recebe-o e fecha a porta, ele quer pagar o tempo a mais da consulta, faz as contas, e displicentemente pousa o dinheiro em cima da mesa e só depois se senta. Mário pergunta-lhe se se sente melhor depois de ter pago o tempo a mais, refere o esforço que Alexandre faz para expor o desprezo que sente do processo e dele. Alexandre, pede-lhe para relaxar porque as suas atitudes são pela forma como foi criado e não gosta de caridade paga o que obtém. Mário diz que fica feliz por ele ter obtido alguma coisa. Alexandre admite, que a terapia está a valer a pena e que está a mudar a vida dele. De seguida coloca uma série de questões. Quantos pacientes tem, quantos atende por dia, quanto recebe, começa a fazer contas de quanto ganha por mês. Mário, pergunta-lhe se quer tê-lo como exclusivo, paga dez mil euros por mês ele seria o seu único paciente, afirma que este tem necessidade de recuperar a sua força, sente que o veem como fraco, o Alexandre tem dificuldade para aceitar que a terapia pode trazer-lhe melhorias tenta pôr em causa todo o processo, referindo que desde sábado que tudo lhe corre mal. Mário pergunta o que se passou no sábado, ele acreditando que este sabe do que se trata, diz que o terapeuta o podia ter avisado de Laura. Admite ter dormido com ela no sábado, pergunta se Laura falou sobre ele. Mário afirma que não pode falar dos seus pacientes, Alexandre conta que ela teria ligado a perguntar se queria jantar, ele aceitou, foi ter a casa dela e quando chegou olhou para a mesa, o vinho, a roupa e percebeu ser um pretexto para uma noite de sexo, quase como um ritual. Mário afirma ser curioso que este não fale de como se sentiu em relação ao que aconteceu. Alexandre diz que todos os terapeutas acham que o sexo é uma coisa muito importante, mas ele questiona isso tudo. Mário ecoa dizendo que o próprio terá dito que o sexo seria o central e o resto um ritual. Pergunta se Mário já se masturbou com as histórias dos seus pacientes. Este refere ser humano, sim masturba-se e tem fantasias sobre muitas coisas e com todo o tipo de mulheres, nesse campo, não é assim tão diferente dele. Alexandre diz que é a primeira vez que ele responde a uma pergunta, mas garante-lhe que não se vai masturbar com a sua história e da Laura, talvez pense nisso quando estiver com a mulher e quiser retardar o orgasmo. Continua a contar como foi a noite com Laura, como cometeu todos os erros e foi terrível, que durante o jantar só pensou no seu primeiro encontro com Mariana, sua ex-mulher. Ela estava muito liberal a falar sobre sexo, as suas preferências, falou num estudo, que referiam que o vinho estimula sexualmente as mulheres e faz o contrário aos homens, durante a conversa com a Laura lembrou-se de reproduzir isso mesmo e Laura ficou calada. Mário pergunta porque terá dito isso. Ele refere que talvez fosse uma forma de a chamar para o sexo, mas que ela não ligou nenhuma, continua a falar da mulher e da sua separação, conseguiu acabar com o clima, fizeram sexo como animais a acasalar, mas como não fazia sexo havia muito tempo, ejaculou precocemente. |                                |                                                                      |                                        |                         |          |
| |                                |                                                                      |                                        |                         |          |
| 18 | Semana Quatro: Sofia           | Adaptação: Sandra Zigue Machado Guião: Nir Bergman                   | José Carlos Santos                     | 27 de janeiro de 2016   | 0,9%     |
| Quando abre a porta do consultório Mário fica surpreendido ao ver Sofia muito produzida e sem gessos. Esta estende a mão para ele a beijar como se fosse uma dama, Mário entra na brincadeira. Sofia diz que está exausta, conta que foi a uma festa com o pessoal dos treinos, estava toda a equipa masculina, ficou acordada toda a noite, não dormiu, não comeu, bebeu demais. Estava lá um rapaz que nunca viu antes, muito giro, serviu-lhe shots de vodka, não sabe quantos bebeu mas foram de mais e ficou completamente bêbada. Mário diz que lhe cresceram as mãos desde a semana passada, Sofia sorri, explica que quando foi tirar o gesso, parecia que lhe estavam a tirar um órgão. Mostra a Mário as sandálias vermelhas que traz, diz que não sabe o que lhe passou pela cabeça para as comprar, só usa ténis e que a culpa por aquilo acontecer é toda dele. Mário pergunta se alguma vez tinha usado sapatos como aqueles, irónica Sofia, diz serem, incríveis, arrebitam o rabo e torneiam as pernas. Mário conta que os sapatos o fazem lembrar a Dorothy do filme o Feiticeiro de Oz. Mário interpretando, refere que Dorothy no final, descobre que pode voltar sempre para casa calçada ou não. Sofia afirma que este a infantiliza, ele pede desculpa, a intenção não foi essa, queria dizer, que deve haver uma intenção para ela usar, uns sapatos que tanto desdenha. Conta que apesar de não estar a treinar, tem estado muito ocupada a melhorar a sua performance na barra, tentado corrigir erros antigos, treina sozinha quando os outros não estão, não pode ficar à espera que lhe passem à frente, aguenta as dores, porque, quando era mais pequena se obrigava a não comer e aguentava as dores da fome que eram terríveis, depois passavam, e sentia-se leve e a flutuar. Agora é a mesma coisa, parece que o seu corpo deixa de existir saltando para as costas do sofá e exemplifica o que faz no ginásio, deixou os demais sem palavras a olhar para ela. Mário pede-lhe que tenha cuidado, ela diz que ouve uma voz interior a incentivá-la para mostrar as melhorias conseguidas, já consegue ter os dedos alinhados exemplificando. O Ivo ficou branco quando a viu fazer aquilo, diz que teve vontade de os insultar a todos. Mário refere que ali pode dizer tudo o que pensa e elogia dizendo que o acabou de fazer, foi absolutamente incrível. Sofia sente-se mal, chora. Mário, preocupado pergunta-lhe o que se passa. Conta que o rapaz que servia os shots e que era um ginasta fabuloso a levou para o quarto, queria fazer sexo mas estava tão bêbado que não conseguiu à primeira e depois terá conseguido, ela não sentiu nada como de costume.O rapaz disse-lhe que ela fazia sexo como se tivesse sido violada, Mário, chama-o de idiota, Sofia conta que foi para o apartamento das raparigas dormir mas não conseguia deixar de pensar no que o rapaz lhe disse e sempre que fechava os olhos via imagens horríveis. |                                |                                                                      |                                        |                         |          |
| |                                |                                                                      |                                        |                         |          |
| 19 | Semana Quatro: Jorge e Ana     | Adaptação: Mafalda Ferreira Guião: Daphna Levin                      | José Carlos Santos                     | 28 de janeiro de 2016   | 1,5%     |
| Mário, observa os livros na prateleira, um dos livros chama-o à atenção, desfolha-o, são fotografias com mulheres nuas, sem a visualização do rosto. Sério, fecha o livro e lê na capa "Imagens e Arquétipos", com fotografias de Tiago Cruz. Mário, abre a porta a Ana, cumprimentam-se, e afirma terem uma sessão marcada. Mário confirma e pergunta pelo Jorge, Ana sorri e responde que não sabe. Mário aliviado, vê Jorge a entrar, cumprimentam-se e permanecem os três em silêncio. Pisca uma luz no telefone fixo, Mário pede licença para atender. Ao telefone, agradece por terem ligado, como está com uns pacientes não pode demorar, faz saber que pelo que lhe diz respeito ela pode ir para casa. Pergunta se a mãe dela está, quer dar-lhe uma palavra, após esta atender, questiona o estado de saúde da filha, pedindo para não se preocupar, pois conversam amanhã, desliga a chamada e regressa ao seu lugar. Pede desculpa, tinha mesmo de atender, Ana pergunta se é normal atender telefonemas durante as sessões, Mário diz ter sido um problema com a filha de um seu amigo, Ana dá a saber, se não era urgente porque atendeu, o terapeuta responde que foi uma emergência e pede desculpa. Jorge comenta que a Ana tem razão, oitenta euros por cinquenta minutos o que dá, irónica, Ana completa, um euro e sessenta por minuto. |                                |                                                                      |                                        |                         |          |
| |                                |                                                                      |                                        |                         |          |
| 20 | Semana Quatro: Mário e Graça   | Adaptação: Mário Cunha Guião: Asaf Zippor                            | José Carlos Santos                     | 29 de janeiro de 2016   | 1,8%     |
| Graça muito produzida abre a porta a Mário que traz um saco com cabeças de peixe para fazer sopa e pede-lhe desculpa pelo atraso. Já sentados, Mário elogia Graça, com um vestido bonito um penteado novo. Ela diz que vai sair com uns amigos. Mário comenta que tem pensado muito em Dora, e Graça pergunta se é a do instituto, e se ainda mantêm contacto. Mário diz por vezes sim, que ela acabou de se divorciar de um traidor compulsivo e agora está com um rezingão com mau feitio. Sendo psicóloga, devia ser capaz de evitar essa situação. Graça comenta que é mais fácil identificar nos outros os padrões de comportamento. Mário lembra que ela era louca por ele, era sexy, mas nunca quis nada com ela. Graça afirma que tinha tendência para sentimentos extremados que não são úteis para uma terapeuta. Pedindo para falar da última sessão, Mário nega-se. Saiu zangado e desapontado, e assim se tem mantido a semana toda. A paciente ginasta tomou comprimidos e desmaiou, tentou o suicídio no seu consultório, Como dorme no sofá, trouxe-os para a casa de banho do consultório, ela tomou quase o frasco todo. Graça pergunta se está fora de perigo, Mário diz que ligou ao psiquiatra seu amigo pedindo que não a internasse, acha que se o fizesse ia sentir-se destroçada, pensaria que a tinha abandonado e passar a figura paternal para outra pessoa. Pensa que ela o fez para testar o tipo de compromisso que tem com ela. |                                |                                                                      |                                        |                         |          |
| |                                |                                                                      |                                        |                         |          |
| 21 | Semana Cinco: Laura            | Adaptação: Mafalda Ferreira Guião: Yael Hedaya                       | Patrícia Sequeira                      | 1 de fevereiro de 2016  | 1,2%     |
| Entende-se uma identificação com a menina, tinha quinze anos a mesma idade de Laura quando a mãe morreu que descreve como sendo uma espécie de morte para ela. Quando se pergunta quem era responsável por ela na ocasião em que sua mãe morreu, Laura reage como se anunciando a defesa da sua repressão, "Esse é o problema com a psicologia, a gente cava, e descobre várias verdades sobre nós mesmos e chegamos a lugares dolorosos, mas que bem isto faz?". Laura fala das fantasias sobre o desaparecimento do seu pai que costumava ter. Descreve a sua vida com o pai extremamente dependente como "sufocante" sem ar, como a paciente de Laura, ela não queria continuar a viver daquela maneira. Laura em "Lolita", relata o envolvimento entre ela e David de uma perspetiva romantizada, define toda a situação como "adorável". História, nunca trazida antes, ao tentar abordar o assunto com Laura de uma perspetiva analítica, ela minimiza a situação. Laura declara, que o incidente com sua paciente ocorrera porque estava a pensar em Mário, e julga que sua saída da terapia terá o efeito de acabar com a influência negativa que ela acredita que Mário tem sobre ela. |                                |                                                                      |                                        |                         |          |
| |                                |                                                                      |                                        |                         |          |
| 22 | Semana Cinco: Alexandre        | Adaptação: Mário Cunha Guião: Eran Kolirin                           | José Carlos Santos                     | 2 de fevereiro de 2016  | 1,1%     |
| Alexandre deixa uma questão ao falar da criança violada pelo pai, que necessita ser clarificada "diria a uma menina violada pelo pai, que não interessa distinguir o bem do mal, e sim o que ela sente sobre a sua relação com ele." Relaciona o facto do melhor ser o que nos faz sentir mais satisfeitos Sendo a terapia onde ouve o que não quer e toda a verdade que nega ver Alexandre não admite os seus erros nem as suas fraquezas e por isso questiona sobre a capacidade do terapeuta, já que ele se considera ótimo em tudo o que faz, erros são inaceitáveis e sua frustração torna-se inevitável. A hipótese colocada no início da terapia começa a ter algum peso (perturbação de identidade e género). Os mecanismos mais utilizados são, defesa, negação e identificação projetiva. |                                |                                                                      |                                        |                         |          |
| |                                |                                                                      |                                        |                         |          |
| 23 | Semana Cinco: Sofia            | Adaptação: Sandra Zigue Machado Guião: Nir Bergman                   | Patrícia Sequeira                      | 3 de fevereiro de 2016  | 1,1%     |
| Parece estar consolidada a aliança terapêutica. Esclarecer factos relacionados com a questão "ideação suicida". Desenvolver a relação idealizada e fantasmática com o seu pai. A origem dos conflitos mentais da Sofia relacionados com o complexo Édipo. Sofia mostra uma aversão cruel e injustificada a sua mãe, o objeto substituto que não satisfaz todas as exigências da hostilidade inconsciente (pai). Parece haver uma questão de fobia sexual. Mecanismos de defesa: deslocamento, sublimação, projeção e racionalização. |                                |                                                                      |                                        |                         |          |
| |                                |                                                                      |                                        |                         |          |
| 24 | Semana Cinco: Jorge e Ana      | Adaptação: Mafalda Ferreira Guião: Daphna Levin                      | Patrícia Sequeira                      | 4 de fevereiro de 2016  | 1,1%     |
| Mário usou autorrevelação. Apesar da agressividade verbal de Jorge em relação a Mário, parece ter resultado para a mudança de postura, em relação a Ana. "Mário refere conhecer um casal que começou a terapia após terem decidido divorciar-se, acabaram por se reconciliar, esse casal dormia em quartos separados, e um tinha traído o outro". Ana, continua a revelar alterações em algumas funções do ego, visíveis no seu comportamento. Recalcamento e resistência em relação ao período de desenvolvimento de Ana visíveis pela sua baixa autoestima. Jorge: mecanismos de defesa: Resistência, Projeção. Ana: mecanismos de defesa: Defesa, projeção, sublimação. |                                |                                                                      |                                        |                         |          |
| |                                |                                                                      |                                        |                         |          |
| 25 | Semana Cinco: Mário e Catarina | Adaptação: Mário Cunha Guião: Asaf Zippor                            | Patrícia Sequeira                      | 5 de fevereiro de 2016  | 1,3%     |
| Graça e Mário continuam com uma relação amor e ódio. Clarificar os objetivos das sessões, refletir sobre os objetivos iniciais e o pedido de ajuda. As sessões têm o objetivo, de entre outras situações, alterar estruturas emocionais, indicando que no primeiro momento seria a razão para a sua vinda pessoal e agora casal, contudo Mário resiste a falar de sentimentos recalcados, atua de modo idêntico aos seus pacientes. Abrir caminho para a emersão dos conflitos conjugais, até então, latentes, ajudar o confronto como forma a se aceitarem mutuamente como casal ou não. Catarina revela baixa autoestima. |                                |                                                                      |                                        |                         |          |
| |                                |                                                                      |                                        |                         |          |
| 26 | Semana Seis: Laura             | Adaptação: Mafalda Ferreira Guião: Yael Hedaya                       | Patrícia Sequeira                      | 8 de fevereiro de 2016  | 1,1%     |
| Esta sessão pode ser considerada ascendente, entende-se estar a resultar a terapia. Observa-se que os conteúdos reprimidos que impulsionam à repetição das experiências sexuais de Laura, estão a ser recordados por ela, através da transferência. As resistências que advêm de várias fontes, estão a diluir-se, contudo a questão levantada por Mário que maior dano do David foi estragar a sua capacidade para comunicar com os homens sem ser de forma sexual. continua em resistência. "Laura afirma que isso faz com que seja horrível, se não quer ir com ela para a cama não vá, diga-lhe na cara". Embora, Mário tenha permitido que a sua contratransferência, entrasse em ação, e ocupasse limites indesejáveis em terapia, declarando-se a Laura, parece ao mesmo tempo, ter algum controlo na situação, o pretendido para o sucesso da terapia. |                                |                                                                      |                                        |                         |          |
| |                                |                                                                      |                                        |                         |          |
| 27 | Semana Seis: Alexandre         | Adaptação: Mário Cunha Guião: Ori Silan e Hagai Levi                 | José Carlos Santos                     | 9 de fevereiro de 2016  | 1,4%     |
| Bom indicador de aceitação do problema, com choro prolongado, também indicativo de boa aliança terapêutica. Relaciona o facto do melhor ser o que nos faz sentir mais satisfeitos. Sendo a terapia, onde ouve o que não quer e toda a verdade que nega ver, com um peso que não consegue suportar. Problema principal, resistência a expressar sentimentos e emoções relacionados com o pai. Dificuldade de aceitação. A hipótese colocada no inicio da terapia começa a ter algum peso (perturbação de identidade e género). Os mecanismos mais utilizados são, defesa, negação e identificação projetiva. |                                |                                                                      |                                        |                         |          |
| |                                |                                                                      |                                        |                         |          |
| 28 | Semana Seis: Sofia             | Adaptação: Mafalda Ferreira Guião: Nir Bergman                       | José Carlos Santos                     | 10 de fevereiro de 2016 | 1,4%     |
| Nitidamente Sofia sente que Mário é uma ameaça para a relação idealizada com o pai. Parece haver uma questão de fobia sexual. Sinais anteriormente referidos, de Perturbação do Comportamento Alimentar com a explorar. Mecanismos de defesa: deslocamento, sublimação, projeção e racionalização. |                                |                                                                      |                                        |                         |          |
| |                                |                                                                      |                                        |                         |          |
| 29 | Semana Seis: Ana               | Adaptação: Mafalda Ferreira Guião: Daphna Leviin                     | José Carlos Santos                     | 11 de fevereiro de 2016 | 0,8% (†) |
| A Ana apresentou um estado de humor instável, zanga, culpa, reações turbulentas, comportamentos de procura de dependência, um padrão de instabilidade nas relações e sensibilidade à rejeição. Perturbações nos padrões de vinculação, no caso com a mãe, um historial de relações instáveis, labilidade emocional, preocupação com a procura de apoio emocional, aprovação e atenção, acompanhadas pelo medo de abandono. "Provoca-o para o irritar e fazer vir ao de cima o pior lado dele. O lado mais violento e agressivo. É por isso que gosta quando o Jorge a trata mal. Quem foi agressivo consigo, como a sua irmã e a sua mãe, manteve-se ao seu lado. Quem foi ternurento, morreu inesperadamente". Apresentação difusa dos problemas, constituem características que podem evidenciar uma perturbação de personalidade. Os mecanismos mais utilizados são, Defesa, Negação e Sublimação. |                                |                                                                      |                                        |                         |          |
| |                                |                                                                      |                                        |                         |          |
| 30 | Semana Seis: Mário e Catarina  | Adaptação: Mafalda Ferreira Guião: Asaf Zippor                       | José Carlos Santos                     | 12 de fevereiro de 2016 | 1,7%     |
| Graça questiona, porquê agora, ao que pode Joaninha estar a reagir. "Joaninha entra no consultório do pai, repara admirada, na cama feita no sofá, fica triste", "embora não o tenha feito de forma consciente, está a funcionar, ela desaparece e eles tornam-se pais funcionais unidos pela preocupação". Graça e Mário continuam com uma relação amor e ódio, Mário atua, de modo idêntico aos seus pacientes Mário precipita-se e tenta antecipar as possíveis interpretações de sua supervisora. No que se refere às questões levantadas por Mário em relação há terapia de casal, faz sentido, sendo preferível, analisar o pedido do casal e encaminhar para outro terapeuta a questão individual, neste caso necessário para ambos os membros do casal. Transferência e contratransferência são fenómenos do vínculo que fazem um grande sentido a partir do diálogo das formas somáticas. Contudo Mário poderá não estar a conseguir resolver de forma desejável. |                                |                                                                      |                                        |                         |          |
| |                                |                                                                      |                                        |                         |          |
| 31 | Semana Sete: Joana e Pedro     | Adaptação: Mafalda Ferreira Guião: Omer Tadmor                       | José Carlos Santos                     | 15 de fevereiro de 2016 | 1,3%     |
| A ausência de Laura permite que Mário tenha tempo para falar com os seus dois filhos mais velhos, com resultados mistos. |                                |                                                                      |                                        |                         |          |
| |                                |                                                                      |                                        |                         |          |
| 32 | Semana Sete: Alexandre         | Adaptação: Mário Cunha Guião: Omer Tadmor                            | José Carlos Santos                     | 16 de fevereiro de 2016 | 1,6%     |
| Há um bom indicador de aceitação do problema, e também bom indicativo de boa aliança terapêutica. Contudo para Alexandre, pela sua arrogância e sofrimento mantido, não consegue, lidar com as suas emoções e sentimentos, escondendo a sua insegurança e desejos reprimidos. Tal como na primeira sessão, que contou, ter-se colocado em várias situações acima dos seus limites, vai repetir, quer castigar-se e coloca-se em situações de confronto com o perigo. Também pelas crenças interiorizadas, de se ver como indestrutível. Sente-se que está no seu limite, quer acabar com o sofrimento, mantido. Sendo a terapia, onde ouve o que não quer e toda a verdade que nega ver, e um peso que não consegue suportar. Problema principal, resistência a expressar sentimentos e emoções relacionados com o pai. Dificuldade de aceitação de si mesmo. A hipótese colocada no inicio da terapia começa a ter algum peso (perturbação de identidade e género). Os mecanismos mais utilizados são, defesa, negação e identificação projetiva. |                                |                                                                      |                                        |                         |          |
| |                                |                                                                      |                                        |                         |          |
| 33 | Semana Sete: Sofia             | Adaptação: Mafalda Ferreira Guião: Nir Bergman                       | José Carlos Santos                     | 17 de fevereiro de 2016 | 1,5%     |
| Sofia mostra aversão pela mãe, faz um deslocamento aos sentimentos recalcados que tem pelo pai. A mãe que não foi suficientemente boa, para a proteger, da hostilidade inconsciente. No sonho, podemos observar a sua resistência. Contudo ao afirmar que o quarto de hotel, era um túnel, tranquilo, onde podia entrar e sair sempre que quisesse. Concluímos que a aliança terapêutica foi eficaz. Existe grande cumplicidade entre ela e Mário. A origem da conexão telepática foi originada inconscientemente, pelo facto de aos sete anos ter assistido a uma situação de sexo entre o pai e uma modelo. Sofia soube que tinha de guardar o segredo, idólatra o pai e não o pode trair. Situação pesada demais para uma criança, que a também a leva a pensar ser responsável pela separação deles, caso contasse as infidelidades do pai. Parece haver uma questão de fobia sexual. Sinais anteriormente referidos, de Perturbação do Comportamento Alimentar a explorar. Mecanismos de defesa: deslocamento, sublimação, projeção e racionalização. Esta sessão foi evolutiva do ponto vista relacional, embora ainda haja muito para analisar. |                                |                                                                      |                                        |                         |          |
| |                                |                                                                      |                                        |                         |          |
| 34 | Semana Sete: Jorge e Ana       | Adaptação: Mafalda Ferreira Guião: Daphna Levin                      | Patrícia Sequeira                      | 18 de fevereiro de 2016 | 1,9%     |
| Mário tornou-se um elo de comunicação entre ambos. É importante ressaltar que Mário enfrenta idênticos problemas conjugais. A Ana apresentou um estado de humor instável, zanga, culpa, reações turbulentas, comportamentos de procura de dependência, um padrão de instabilidade nas relações e sensibilidade à rejeição. Perturbações nos padrões de vinculação, no caso com a mãe. O luto do pai não iniciado, com culpa associada. historial de relações instáveis, labilidade emocional, preocupação com a procura de apoio emocional, aprovação e atenção, acompanhadas pelo medo de abandono. Quem é agressivo consigo, mantêm-se ao seu lado. Quem é ternurento, morre inesperadamente". Parece querer castigar-se pela morte do pai. Apresentação difusa dos problemas, constituem características que podem evidenciar uma perturbação de personalidade. Os mecanismos mais utilizados da Ana são, Defesa, Negação e Sublimação. O Jorge Baixa autoestima. Poderá haver, perturbações nos padrões de vinculação, a explorar. Os mecanismos mais utilizados do Jorge são, Defesa. |                                |                                                                      |                                        |                         |          |
| |                                |                                                                      |                                        |                         |          |
| 35 | Semana Sete: Mário e Catarina  | Adaptação: Mário Cunha Guião: Asaf Zippor                            | Patrícia Sequeira                      | 19 de fevereiro de 2016 | 1,3%     |
| Resistência, com mudança de direção do problema do casal. Mário, resiste a técnicas e interpretações de Graça enquanto terapeuta. A Catarina luta com uma dinâmica existente, seu desejo de servir e de agradar aos outros. já antes de conhecer o Mário. Por outro lado, o passado do Mário, dá forma à maneira como se ligou a Laura, procura uma mulher mais nova que possa alimentar e que o ponha num pedestal, como fazia com a Catarina. Também, o confronto com a situação do seu pai. Tinha quinze anos quando o pai saiu de casa, teve de tomar conta da mãe com um esgotamento, sem que ela lhe desse algo em troca. Talvez estivesse a tentar resolver a proteção maternal que não teve, com a Catarina. Ao mesmo tempo tenta proteger-se de sentir carência porque há sempre o risco de a perder de novo e funda-se no trabalho. Quer ter a Catarina por perto, mas sempre a uma distância segura. |                                |                                                                      |                                        |                         |          |
| |                                |                                                                      |                                        |                         |          |
| 36 | Semana Oito: Laura             | Adaptação: Mário Cunha e Mafalda Ferreira Guião: Maya Hefner         | José Carlos Santos e Patrícia Sequeira | 22 de fevereiro de 2016 | 1,1%     |
| Uma tragédia tira Mário do seu consultório. |                                |                                                                      |                                        |                         |          |
| |                                |                                                                      |                                        |                         |          |
| 37 | Semana Oito: Armando           | Adaptação: Mário Cunha Guião: Uzi Weil                               | José Carlos Santos                     | 23 de fevereiro de 2016 | 1,3%     |
| Armando, o pai de Alexandre, fala com Mário sobre o seu filho. |                                |                                                                      |                                        |                         |          |
| |                                |                                                                      |                                        |                         |          |
| 38 | Semana Oito: Sofia             | Adaptação: Mafalda Ferreira Guião: Nir Bergman                       | José Carlos Santos                     | 24 de fevereiro de 2016 | 1,4%     |
| Desde o primeiro momento da terapia que Sofia, vê em Mário uma ameaça para a relação idealizada que tem com o pai. Contudo é notório o sucesso da aliança terapêutica. Sofia e Mário têm grande cumplicidade. Sofia mostrou um estado mental de ansiedade, angústia. Com lesões. Mostra a Mário uma vermelhidão inexplicável em torno de seu corpo que a faz sentir como uma aberração. Uma tendência para o exibicionismo. Pode observar-se uma evolução no seu estado mental. |                                |                                                                      |                                        |                         |          |
| |                                |                                                                      |                                        |                         |          |
| 39 | Semana Oito: Jorge             | Adaptação: Mafalda Ferreira Guião: Daphna Levin                      | José Carlos Santos                     | 25 de fevereiro de 2016 | 1,2%     |
| Jorge, possível padrão de vinculação inseguro com as figuras parentais, (pai severo, mãe submissa em relação ao pai). Resistente a abordar as sensações, emoções e pensamentos associados ao seu desenvolvimento. Defende-se desvalorizando o sofrimento passado. Em relação à sua relação com a Ana. Observa-se, insegurança para uma vida futura, padrão cíclico no seu funcionamento de baixa autoestima. |                                |                                                                      |                                        |                         |          |
| |                                |                                                                      |                                        |                         |          |
| 40 | Semana Oito: Mário e Graça     | Adaptação: Mário Cunha Guião: Asaf Zippor                            | José Carlos Santos                     | 26 de fevereiro de 2016 | 1,3%     |
| Com o acontecimento não esperado, da morte de Alexandre. A crise psicológica está instalada. Situação com a qual e por não ser esperado a integridade física e ou emocional está ameaçada. Sentindo grande sofrimento com o impacto direto do evento traumático. Mário, recuou, coloca tudo em questão. Quase em burnout, resiste a técnicas e interpretações de Graça enquanto terapeuta. No entanto, a humanização de Graça, ao verbalizar, um dos assuntos, foco de discórdia entre o dois, pode modificar o seu estado, e haver uma possível mudança, na próxima sessão. Necessidade de aprofundar as dinâmicas, relacionadas com o Pai e a Laura. Quanto a Catarina, entende-se pelo discurso de Mário com Jorge. Já não a amar. Possivelmente com o final da relação, irá manter a Catarina por perto, através de uma amizade. |                                |                                                                      |                                        |                         |          |
| |                                |                                                                      |                                        |                         |          |
| 41 | Semana Nove: Laura             | Adaptação: Mafalda Ferreira Guião: Asaf Zippor e Yael Hedya          | José Carlos Santos e Patrícia Sequeira | 29 de fevereiro de 2016 | 0,9%     |
| Com o acontecimento não esperado, da morte de Alexandre. A crise psicológica está instalada. Situação com a qual e por não ser esperado a integridade física e ou emocional está ameaçada. Sentindo grande sofrimento com o impacto direto do evento traumático. Mário, recuou, coloca tudo em questão. Quase em burnout, resiste a técnicas e interpretações de Graça enquanto terapeuta. No entanto, a humanização de Graça, ao verbalizar, um dos assuntos, foco de discórdia entre o dois, pode modificar o seu estado, e haver uma possível mudança, na próxima sessão. Necessidade de aprofundar as dinâmicas, relacionadas com o Pai e a Laura. Quanto a Catarina, entende-se pelo discurso de Mário com Jorge. Já não a amar. Possivelmente com o final da relação, irá manter a Catarina por perto, através de uma amizade. |                                |                                                                      |                                        |                         |          |
| |                                |                                                                      |                                        |                         |          |
| 42 | Semana Nove: Joana e Catarina  | Adaptação: Mafalda Ferreira Guião: Omer Tadmor                       | José Carlos Santos e Patrícia Sequeira | 1 de março de 2016      | 1,3%     |
| Mário lida com os problemas familiares, nomeadamente o futuro do seu casamento com Catarina. |                                |                                                                      |                                        |                         |          |
| |                                |                                                                      |                                        |                         |          |
| 43 | Semana Nove: Sofia             | Adaptação: Mário Cunha Guião: Nir Bergman                            | Patrícia Sequeira                      | 2 de março de 2016      | 1,0%     |
| O Complexo de Édipo, dá origem aos conflitos mentais de Sofia. Desde o primeiro momento, Mário foi uma ameaça para a relação idealizada com o pai. Grande hostilidade em relação à mãe, baseada na frustração pela falta de segurança e cuidado da progenitora. Jovem muito inteligente, agressiva, sem regras e limites. Por isso em conflito com figuras de autoridade. Capacidade de insight. Sofia foi um caso de sucesso pela aliança terapêutica bem-sucedido. Que permitiu a Mário, analisar e devolver com sucesso os seus sentimentos recalcados. |                                |                                                                      |                                        |                         |          |
| |                                |                                                                      |                                        |                         |          |
| 44 | Semana Nove: Jorge e Ana       | Adaptação: Mafalda Ferreira Guião: Daphna Levin                      | José Carlos Santos                     | 3 de março de 2016      | 1,2%     |
| As diferenças entre personalidades do casal são grandes. Entre o normal e patológico. Jorge, baixa autoestima, assuntos recalcados por analisar. Locus de controle interno, resiliente e capacidade de insight. Ana. Assuntos recalcados por resolver, apresentou um estado de humor instável, zanga, culpa, reações turbulentas, comportamentos de procura de dependência, um padrão de instabilidade nas relações e sensibilidade à rejeição. Apresentação difusa dos problemas, constituem características que podem evidenciar uma perturbação de personalidade. Locus de controle externo, sentimento de autocomiseração "olham para a relação de forma diferente. Para a Ana tudo se desmorona e o pior está para vir. Ao passo que para Jorge as coisas começam a fazer sentido e ele olha para o futuro com otimismo". A relação do casal, serviu a Mário como espelho para seu próprio relacionamento. |                                |                                                                      |                                        |                         |          |
| |                                |                                                                      |                                        |                         |          |
| 45 | Semana Nove: Graça             | Adaptação: Mário Cunha Guião: Maya Heffner, Hagai Levi e Asaf Zippor | Patrícia Sequeira                      | 4 de março de 2016      | 1,6%     |
| Os conteúdos reprimidos que impulsionam à repetição das experiências sexuais de Laura, parece terem sido resolvidos através da bem-sucedida terapia. "Laura disse, que percebeu o que tem feito. Usou as relações sexuais, para se defender, de se enredar emocionalmente é algo que ela já não quer fazer." Embora, Mário tenha permitido que a sua contratransferência, entrasse em ação, e ocupasse limites indesejáveis em terapia, declarando-se a Laura, parece ao mesmo tempo, teve controlo na situação, há custa do seu ataque de pânico, o pretendido para o sucesso da terapia ser mantida. "Se fosse capaz de tomar esta decisão facilmente, seria um sinal de que não a queria assim tanto. Mas queria, queria tanto a Laura. Tanto, que teve um ataque de ansiedade para se impedir de a ter. Por isso, no final ganhou. Levou a melhor." Mário trava uma luta, contra a fé na sua profissão. Colocando tudo em causa. |                                |                                                                      |                                        |                         |          |
| |                                |                                                                      |                                        |                         |          |

Legenda:
- (‡) Episódio mais visto;
- (†) Episódio menos visto.

### Making of (2016)
Abaixo, está listado o episódio Making of, exibido a 4 de janeiro de 2016:
| Ep.# | Título              | Produção     | Realização                             | Transmissão Original | Rating |
| --- | ------------------- | ------------ | -------------------------------------- | -------------------- | ------ |
| 01 | Terapia – Making of | SP Televisão | Patrícia Sequeira e José Carlos Santos | 4 de janeiro de 2016 | 2,6%   |
| Venha connosco espreitar os bastidores desta inovadora série, aqui na RTP1. “Terapia", uma série com um formato inovador e diferenciador, leva-nos numa viagem pelo intrigante e fascinante mundo da psicoterapia. Neste programa poderá conhecer os bastidores desta série. |                     |              |                                        |                      |        |
| |                     |              |                                        |                      |        |

## Receção

### Audiências
Nas audiências, e com 2,1% de rating e 6,5% de share, o primeiro episódio foi acompanhado, em média, por 208 mil telespectadores.Terapia foi o 30º programa mais visto dessa segunda-feira.
No dia 20 de janeiro de 2016, a série registou a sua pior audiência. Foi apenas 38º programa mais visto de quarta-feira, com 0,8% de rating e 2,5% de share, em média 81 mil telespectadores. Longe ficou da concorrência direta: na TVI, Santa Bárbara e Poderosas, da SIC. O episódio de 11 de fevereiro viria a registr o mesmo rating, mas pior percentagem de share.
Dois meses depois da estreia, o último episódio registou apenas 1,6% de audiência média e 4,4% de quota de mercado.

### Crítica
No seio da crítica portuguesa, as opiniões relativamente a Terapia foram consistentemente positivas. Gabriel Leite Mota, cronista do suplemento do Público P3, valoriza a inteligência da série e aplaude as interpretações de Virgílio Castelo, Ana Zanatti, Maria João Pinho e Catarina Rebelo. Em particular, elogia Nuno Lopes, «que faz um Alex [nome do personagem Alexandre na versão americana] que não deve nada ao da versão americana». Por outro lado, apesar de reconhecer mérito nos atores, considera um erro de casting Filipe Duarte e Soraia Chaves. Henrique Mota Lourenço, redator de cultura do Shifter também tece elogios à série: «Usa diálogos fora do cânone tradicional e faz a ponte com a realidade do Portugal na entrada do século — aqui os argumentistas levam a melhor, não só por terem respeitado as preciosidades do texto base, mas também por trazerem alguma da sua bagagem consigo». Destaca a interpreção de Virgílio Castelo como sendo «nota cinco, o actor deixa-nos indiferentes a jogos de poder; as mais de quatro décadas de experiência tornam-no eficaz, familiar e virtuoso». André Pereira, colaborador na área TV & Media do Espalha Factos comenta como a série é merecedora dos «nossos aplausos pela qualidade técnica acima da média». Valoriza o trabalho de «André Szankowski, responsável pela fotografia da série, contribui (e muito) para a qualidade visual do produto». Comparando com as produções estrangeiras, acrescenta que «ficamos com a sensação que estamos a assistir a uma daquelas séries de excelência, que normalmente só se fazem “lá fora”».